# وليد الشاعري
وليد الشاعري (مواليد 1979)، هو شاعر غنائي وكاتب أغاني مصري-ليبي, يحمل الجنسيتين الليبية والمصرية. وليد من عائلة فنية معروفة فأخوه هو الموسيقار الشهير حميد الشاعري والفنان الموزع الموسيقي محمود الشاعري والفنان مجدي الشاعري والإعلامي محسن الشاعري وليد عمل لدى راديو و تلفزيون رحاب اف ام التي يمتلكها أخويه حميد الشاعري ومجدي الشاعري . وعمل مقدم برامج في قناه ليبيا تي في المملوكه لاخيه مجدي الشاعري.

## أعماله

### برامج اذاعية
- - برنامج من 10 و أنت طالع - راديو و تلفزيون رحاب إف إم .
  - برنامج ديننا ببساطة - راديو و تلفزيون رحاب اف ام يقدمه رفقة محمد ضياء الدين.
  - برنامج افتح قلبك - راديو و تلفزيون رحاب اف ام يقدمه رفقة مصطفى حسين.

### برامج تلفزيونية
- - برنامج سيمافرو - تلفزيون ليبيا .
  - برنامج وينها - تلفزيون ليبيا .
  - عمل مذيع في قناة بداية الفضائية
  - ومذيع في قناة BF
  - ويعمل الآن مذيع في قناة الميدان الفضائية

### تمثيل
1. عبد الحميد أكاديمي - 2005 [1]

- كلمات أغاني:

1. طب ليه - للفنان راغب علامة